# 新坂和男
新坂 和男（にいさか／にいざか かずお、1943年4月14日 - 1987年3月16日）は、日本の絵本作家、凧研究家。

## 来歴
現在の埼玉県和光市に生まれる。東京都立北豊島工業高等学校を中退する。青年期にアジアやヨーロッパなどの世界各国を放浪した。日本に帰国後、絵本執筆と凧の制作を手がける。
1978年に著書『凧の謎をとく』により、厚生省児童福祉文化賞を受賞した。
1987年死去。没後に関係者より著書、絵本の原画や凧が出身地の和光市に寄贈された。

## 著書

### 絵本
- 『のはらでどってんと』至光社、1973年
- 『やさしいはつめいだこ』福音館書店〈福音館のかがくのほん〉、1975年
- 『はつめいおもちゃ なにからでもできる』岩崎書店、1976年
- 『たこあそび』岩崎書店〈あそびの絵本〉、1979年
- 『とべ!かみひこうき』ポプラ社〈あそびのひろば〉、1980年
- 『とべしろふくろう』岩崎書店〈ファミリーえほん〉、1980年
- 『むすびあそび』岩崎書店〈あそびの絵本〉、1981年
- 『ふたつのたいよう』（絵：和歌山静子）佼成出版社、1981年
- 『風とあそぶ』草土文化〈あそんで作るシリーズ〉、1985年

### その他
- 『新しい凧 作り方、揚げ方、創作』文化出版局〈よつば新書〉、1976年
- 『日本の凧』（編著）角川書店、1978年
- 『凧の謎をとく』ポプラ社〈少年ブックス〉、1978年
- 『凧の話』講談社〈講談社現代新書〉、1981年
- 『高くあがる発明和凧 親と子の手作り教室』東京書店、1985年
- 『凧をつくる』創和出版〈シリーズ・親と子でつくる〉、1986年
- 『やさしく作れる日本の凧』ぎょうせい、1986年
- 『絵凧の技法 手づくり凧の技法と凧絵の楽しみ方』美術出版社〈新技法シリーズ〉、1987年